# アロータウン
アロータウン ( 英: Arrowtown) は、ニュージーランドのオタゴ地方南部にある小さな町で、クイーンズタウンから約22キロメートル内陸に位置する。
周辺の農業地帯を含めた人口は3,030人 （2020年ニュージーランド人口統計）。

## 歴史

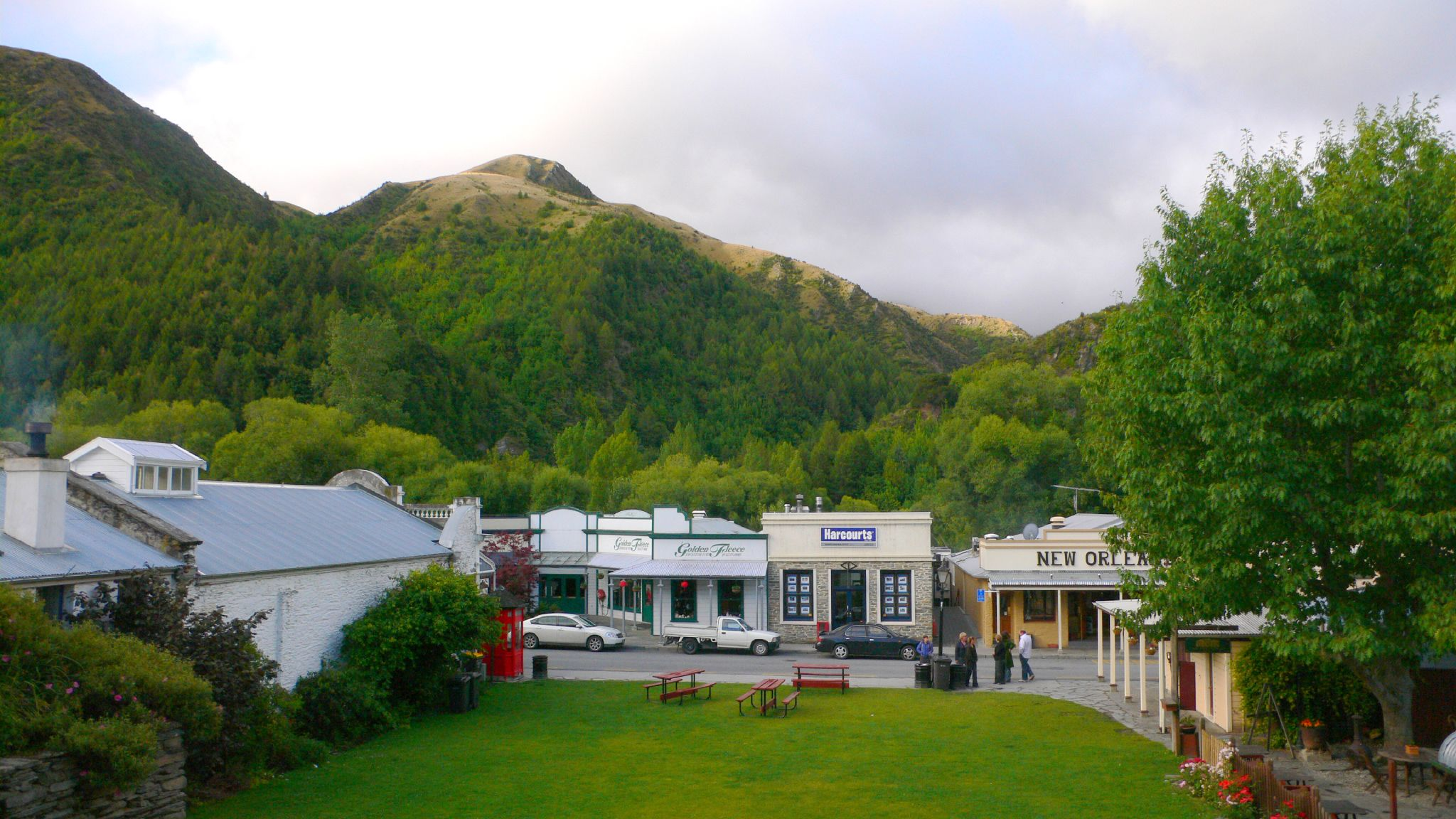
アロータウン

1861年にアレクサンドラ近郊ガブリエル渓谷で金脈が見つかりゴールドラッシュが起きる。